# Конор Мареј
Конор Мареј (енгл. Conor Murray; 20. април 1989) професионални је рагбиста и репрезентативац Ирске, који тренутно игра за Манстер. Висок 188 цм, тежак 95 кг, игра на позицији број 9 - деми. Студирао је на "St. Munchin's College" у Лимерику. Дебитовао је за Манстер 18. априла против Конота. У купу европских изазивача, дебитовао је у априлу 2011. против Брива. 2011. проглашен је за најбољег академског играча у Ирској. 12. новембра дебитовао је у купу шампиона против Нортхемптона. Освојио је келтску лигу са Манстером 2011. Пре рагбија, тренирао је ирски фудбал. За репрезентацију Ирске дебитовао је против Француске 13. августа. Играо је на два светска првенства и освојио је 2 пута куп шест нација. 2013. био је један од 3 демија британских и ирских лавова на успешној турнеји у Аустралији. Одиграо је 2 меча за лавове. За двоструког шампиона Европе Манстер до сада је одиграо 74 тест мечева и постигао 69 поена. За ирску репрезентацију одиграо је до сада 42 тест меча и постигао 20 поена.